# Broek op Langedijk

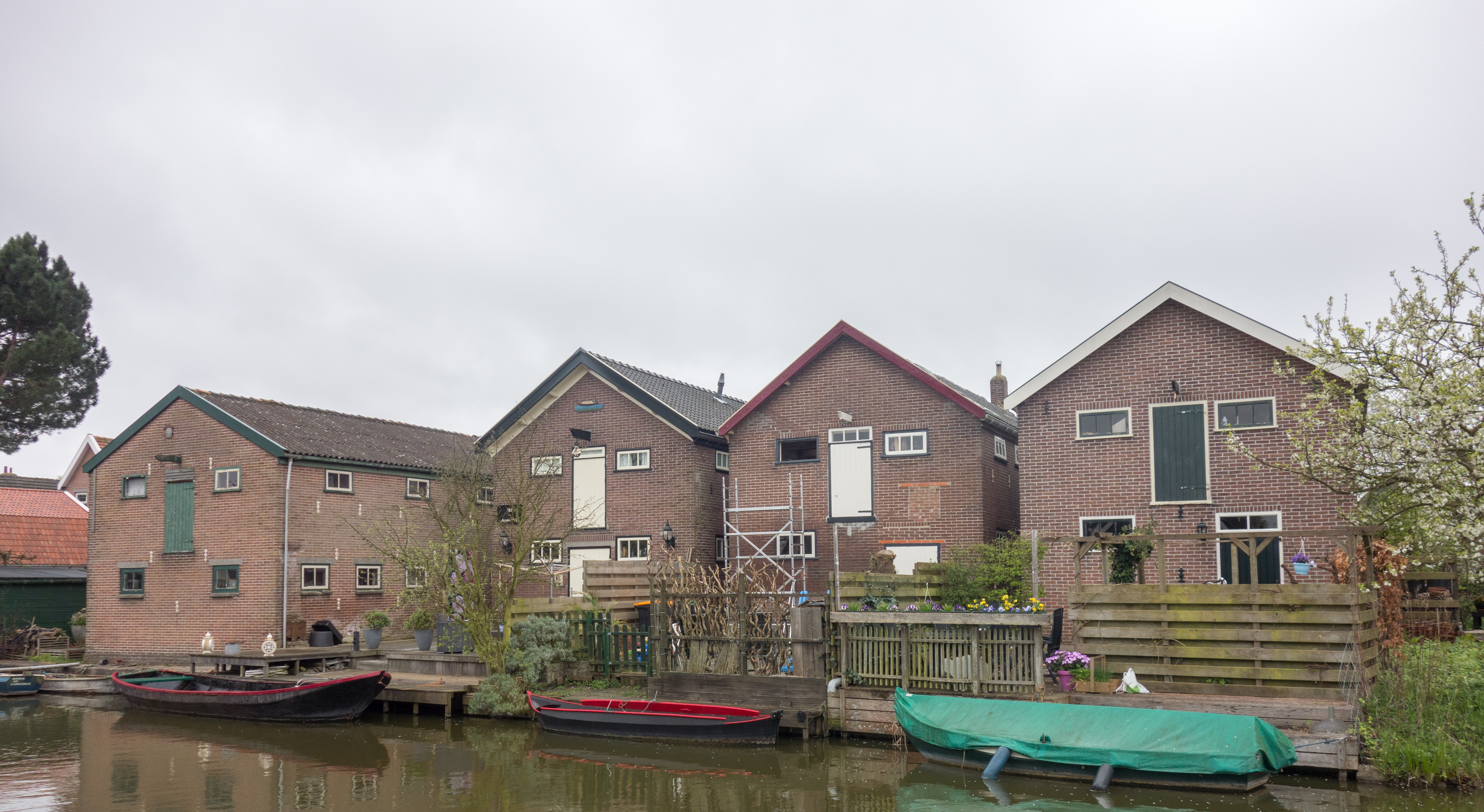
Broek op Langedijk: antichi capannoni lungo la Dorpsstraat

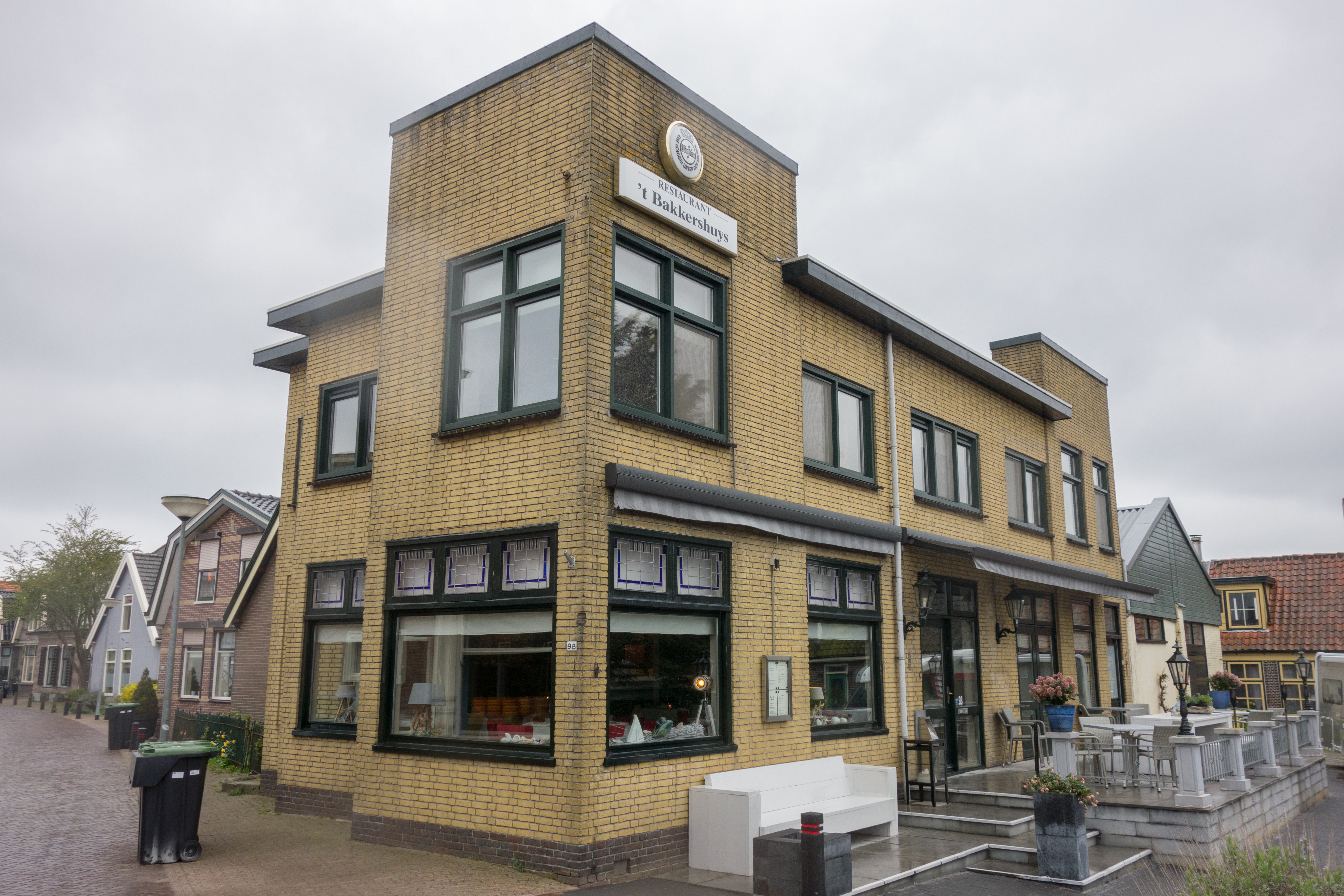
Edificio moderno a Broek op Langedijk

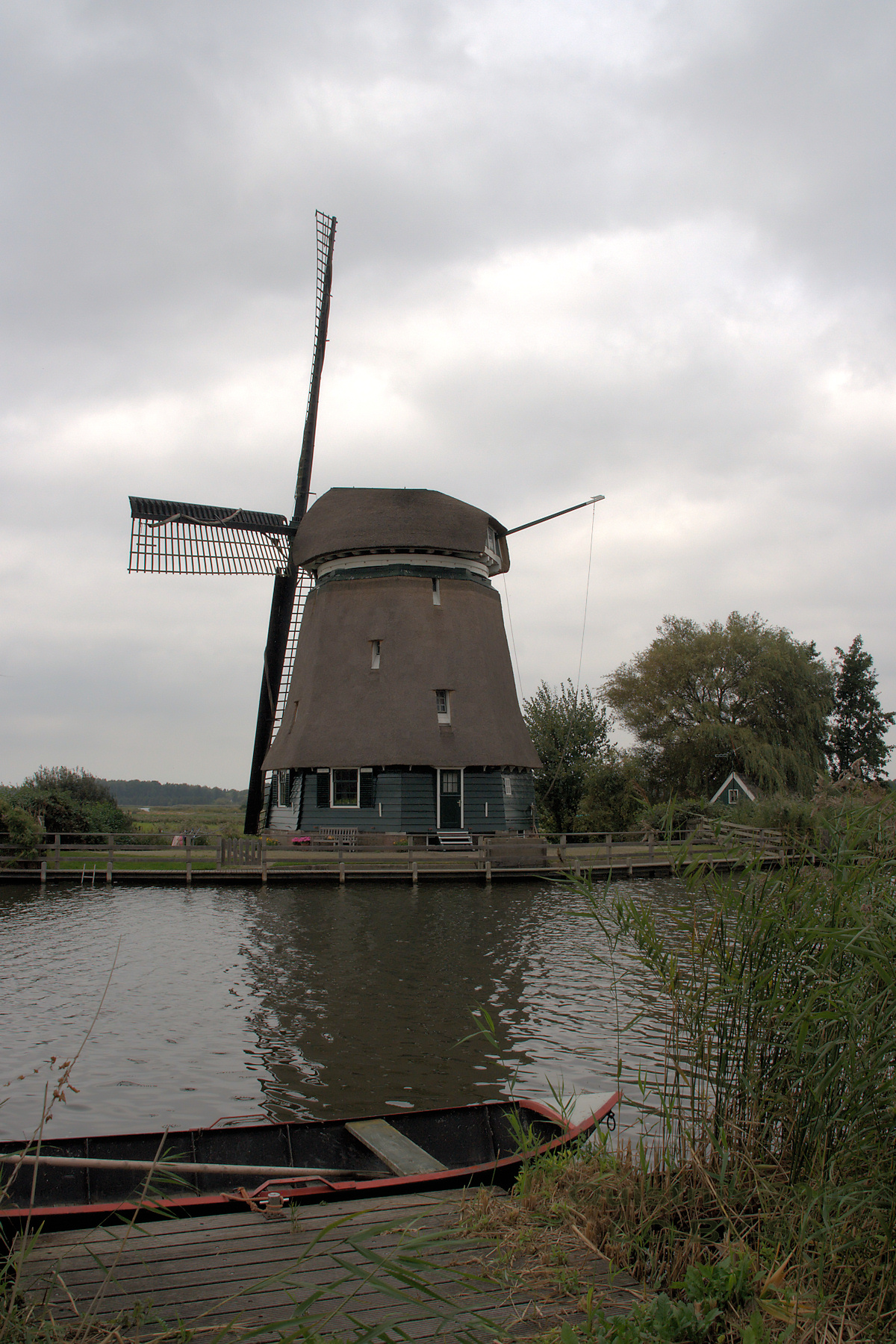
Broek op Langedijk: il mulino D / Oosterdeel

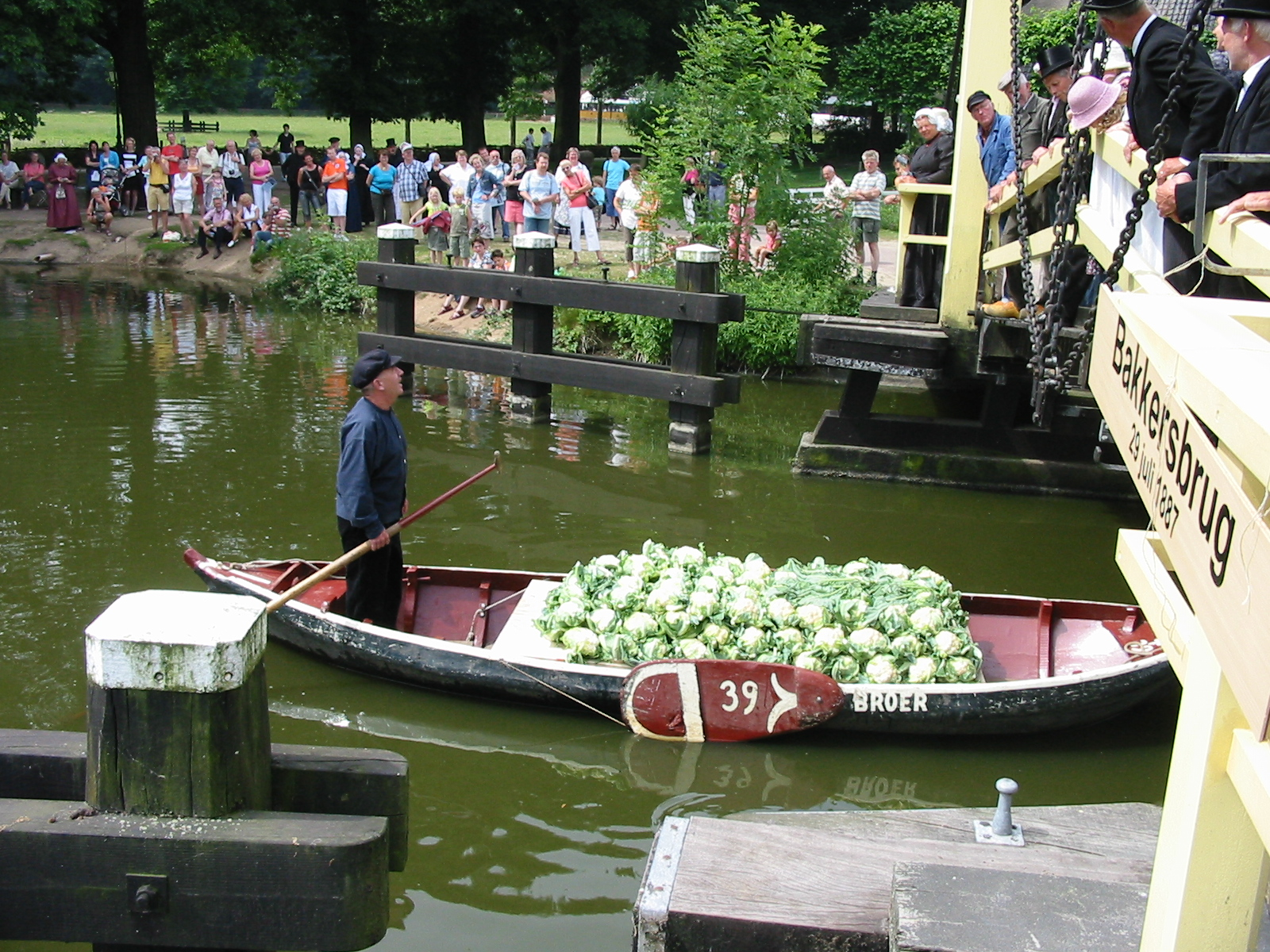
Broek op Langedijk: un'area del Museum Broekerveiling

Broek op Langedijk è un villaggio (dorp) di circa 6.000 abitanti del nord-ovest dei Paesi Bassi, facente parte della provincia dell'Olanda Settentrionale (Noord-Holland) e situato nella regione della Frisia Occidentale. Dal punto di vista amministrativo, si tratta di un ex-comune, nel 1942 incluso nella municipalità di Langedijk, comune a sua volta inglobato nel 2022 nella nuova municipalità di Dijk en Waard.

## Geografia fisica
Broek op Langedijk si trova poco a nord/nord-est di Alkmaar, tra le località di Koedijk e Heerhugowaard (rispettivamente a est della prima e a ovest della prima), a pochi chilometri a nord/nord-est di Sint Pancras
Il villaggio occupa un'area di 4,81 km², di cui 1,39 km² sono costituiti da acqua.

## Origini del nome
Il toponimo Broek, attestato anticamente come Broec, Broeck e Brock, indica un terreno paludosdo.

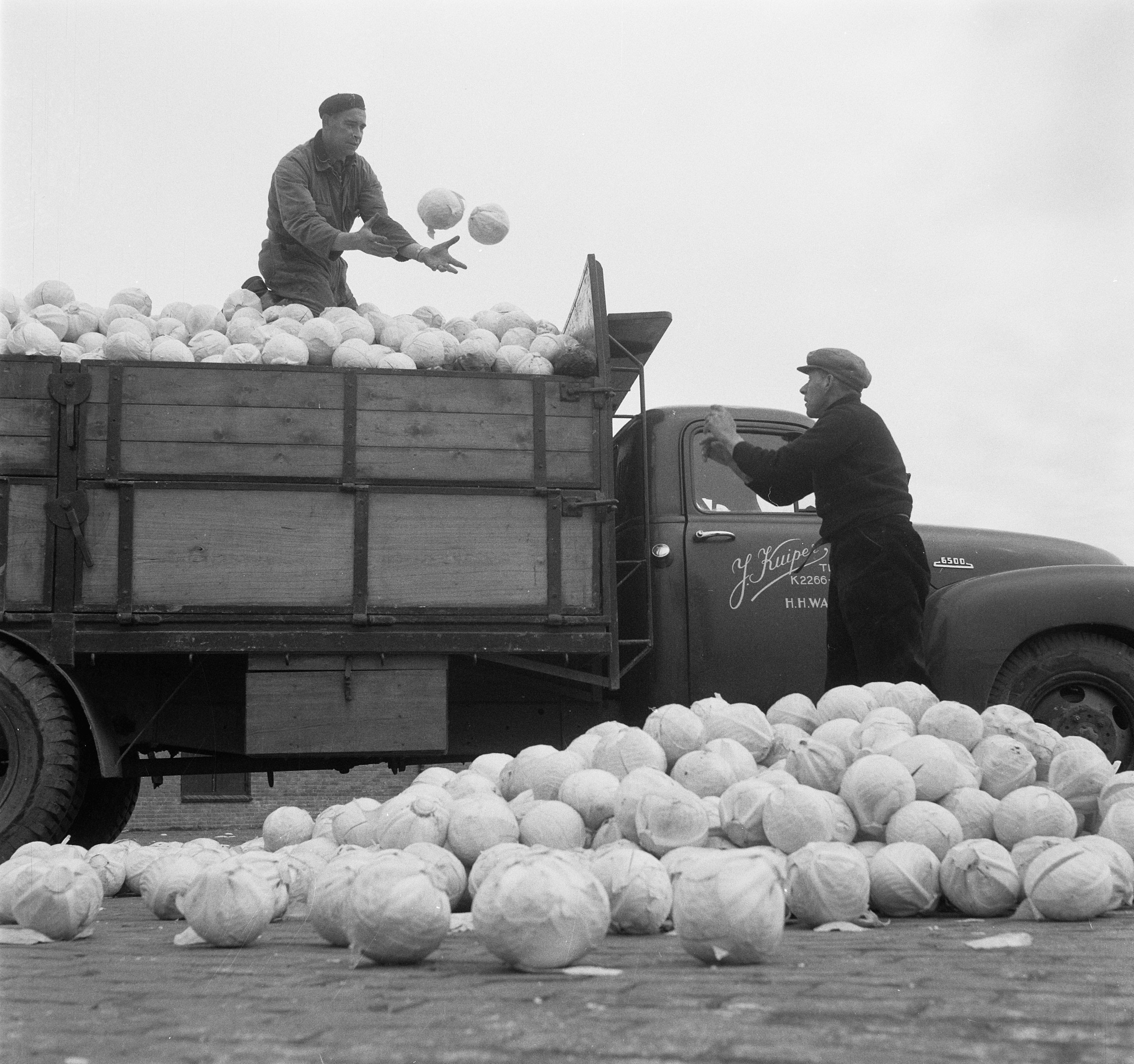
L'antica asta degli ortaggi a Broek op Langedijk

## Storia

### Dalle origini ai giorni nostri
Il villaggio di Broek venne menzionato per la prima volta nel 1063.
A Broek op Langedijk si sviluppò a partire dal 1887 alla prima metà degli anni settanta del XX secolo la più grande asta di ortaggi trasportabile del mondo.  A partire dal 1907 l'attività venne servita dalla ferrovia che collegava Broek op Langedijk a Sint Pancras.
Broek op Langedijk cessò di essere un comune indipendente il 1º agosto 1942.

### Simboli
Nello stemma di Broek op Langedijk è raffigurata un'imbarcazione.

## Monumenti e luoghi d'interesse
Broek op Langedijk vanta 3 edifici classificati come riijksmonument.

### Architetture religiose

#### Hervormde Kerk
Il più antico edificio religioso di Broek op Langedijk è la Hervormde Kerk ("chiesa protestante"), una chiesa in stile tardo gotico situata lungo la Dorpsstraat e risalente al XV-XVI secolo.

### Architetture civili

#### Veilingebouw
Sempre lungo la Dorpsstraat, si trova il Veilingebouw, l'ex-edificio in legno usato per l'asta degli ortaggi, progettato nel 1912 dagli architetti Dirkmaat e Groot e ora sede del Museum Broekveiling (v. sotto).

#### Mulino D / Oosterdeel
Altro edificio d'interesse è poi il mulino D / Oosterdel, un mulino a vento risalente al 1868.

## Società

### Evoluzione demografica
Al censimento del 2022, Broek op Langedijk contava una popolazione pari a 6 130 unità.
La popolazione al di sotto dei 16 anni era pari a 1 055 unità, mentre la popolazione dai 65 anni in su era pari a 1 255 unità.
La località ha conosciuto un progressivo incremento demografico a partire dal 2013, quando contava 5 046 abitanti.

## Cultura

### Musei
A Broek op Langedijk ha sede dal 1974 il Museum Broekerveiling, un museo all'aperto dove si può visitare la più antica asta di ortaggi trasportati del mondo.
Il museo vanta una riproduzione in miniatura nel parco di Madurodam, a L'Aia.